# Deadpool (Film)
Deadpool ist ein US-amerikanischer Actionfilm mit satirischen Elementen. Die Comicverfilmung basiert auf der Comicfigur Deadpool des Marvel-Verlages.
Regie führte Tim Miller. Das Drehbuch schrieben Rhett Reese und Paul Wernick. Als Produzenten fungierten Simon Kinberg, Lauren Shuler Donner und Ryan Reynolds. Reynolds übernahm zudem die Hauptrolle des Films. In Nebenrollen sind Ed Skrein, Morena Baccarin, Brianna Hildebrand, Gina Carano sowie T. J. Miller zu sehen. Die Filmmusik komponierte der niederländische Filmkomponist Junkie XL.
Es handelt sich um den achten Teil der X-Men-Filmreihe. Der Film startete am 11. Februar 2016 in den deutschen Kinos.

## Handlung
Der Film beginnt inmitten der Handlung mit einer Actionszene, in der Wade Wilson alias Deadpool gegen schwer bewaffnete Gangster unter der Führung des Mutanten Francis kämpft. In einer Rückblende erzählt Wilson seine Geschichte.
Das zynische Ex-Special-Forces-Mitglied Wilson hält sich mit Söldnerjobs über Wasser. Diese sind so gefährlich, dass in seiner Lieblingsbar sein Freund Weasel einen „Dead Pool“ aufgestellt hat, in der man auf den nächsten toten Söldner wetten kann. Dort lernt Wilson die Prostituierte Vanessa kennen, und die beiden werden ein Paar. Kurz nachdem er ihr einen Heiratsantrag gemacht hat, wird bei ihm Krebs im Endstadium diagnostiziert, der bereits mehrere Organe befallen hat. Ohne Vanessas Wissen unterzieht er sich einer Behandlung in einem geheimen Versuchslabor, dessen Betreiber ihm Heilung und Superkräfte versprochen haben. Vor Ort erfährt er allerdings von Francis, dem Leiter der Einrichtung, der sich selbst Ajax nennt, übermenschlich stark ist und keine Schmerzen mehr empfindet, dass die Versuchspersonen zwar tatsächlich Kräfte entwickeln können, aber gebrochen und gefügig gemacht werden, um an den Meistbietenden als Sklaven verkauft zu werden. Francis injiziert Wilson dazu eine Substanz und foltert ihn so lange, bis diese in Verbindung mit der Adrenalinausschüttung durch die Folter seine Mutantengene aktiviert. Schließlich erwachen Wilsons Mutantenkräfte und geben ihm sagenhafte Selbstheilungsfähigkeiten, die zwar seinen Krebs besiegen, ihn aber am ganzen Körper entstellen. Wilson gelingt die Flucht, indem er eine Explosion auslöst, die das Labor in Brand setzt. Francis überwältigt Wilson zwar in einem Zweikampf im Flammeninferno, lässt ihn aber dort zurück. Dank seiner neuen Kräfte überlebt Wilson das Feuer und kann sich aus den Brandruinen befreien. Da er sich wegen seiner Entstellung nicht zu Vanessa zurücktraut, verschreibt er sich seiner Vendetta. Er legt sich den Namen Deadpool zu und will Francis zwingen, ihm sein altes Aussehen zurückzugeben.
Nach einem Jahr stellt er Francis schließlich, und die Handlung erreicht die Gegenwart. Er attackiert die Gangster auf dem Highway und verursacht ein Verkehrschaos. Dieses wiederum ruft die beiden X-Men Colossus und Negasonic Teenage Warhead auf den Plan, die versuchen, ihn von seiner guten Seite zu überzeugen. Francis nutzt die Gelegenheit und ergreift die Flucht. Colossus will den starrköpfigen Deadpool zu Professor X zerren, doch Deadpool entkommt, indem er sich selbst die Hand abschneidet.
Da Francis jetzt weiß, dass Wilson noch lebt und ihm auf den Fersen ist, entführt er Vanessa. Deadpool, dessen Hand zwischenzeitlich vollständig nachgewachsen ist, begibt sich zur X-Mansion, um Colossus und Negasonic Teenage Warhead um Hilfe zu bitten. Gemeinsam begeben sie sich zu Francis’ Unterschlupf, wo dieser mit der Mutantin Angel Dust und seinen Handlangern bereits wartet. Letztendlich befreit Deadpool Vanessa. Als er von Francis verlangt, seine Mutation rückgängig zu machen, verhöhnt Francis ihn damit, dass er für immer entstellt bleiben werde, da er das nicht könne. Die Aussicht darauf war aber der einzige Grund, ihn am Leben zu lassen, weshalb Wilson ihn letzten Endes erschießt. Am Ende offenbart sich Wilson seiner Vanessa, und die beiden kommen wieder zusammen.
Der Film persifliert in vielen Szenen das Genre der Superheldenfilme. Im Vorspann werden weder Schauspieler noch Verantwortliche beim Namen genannt, sondern als überbezahlt und unwichtig verhöhnt, bzw. klischeehaft ihre Rollen genannt. Deadpool kennt Details über Casting und Budget des Streifens, und es gibt viele Seitenhiebe auf die Karrieren von Hauptdarsteller Ryan Reynolds und Wolverine-Darsteller Hugh Jackman. Zudem nimmt sich Deadpool im Film nicht besonders ernst. Wie in seiner Comicvorlage weiß er, dass er eine fiktive Figur ist, und wendet sich regelmäßig direkt an die Zuschauer, wodurch er die Vierte Wand durchbricht.

## Produktion
Bereits 2004 plante New Line Cinema eine Verfilmung von Deadpool mit David S. Goyer als Regisseur und Ryan Reynolds in der Hauptrolle. Doch die Pläne gerieten aufgrund der Vertragssituation mit Marvel Studios ins Stocken. Als sich Goyer anderen Projekten zuwandte, wurde eine Verfilmung schließlich auf Eis gelegt. 2005 signalisierte 20th Century Fox Interesse an einer Verfilmung und so wurden die Filmrechte an 20th Century Fox abgegeben. 2009 wurde bekannt, dass Lauren Shuler Donner als Produzentin fungieren werde. Donner kündigte an, dass Deadpool X-Men Origins: Wolverine, in der Reynolds ebenfalls Wade Wilson verkörperte, ignorieren werde, um eine comicnahe Umsetzung realisieren zu können. Im Januar 2010 wurden die Drehbuchautoren Rhett Reese und Paul Wernick beauftragt, ein Drehbuch zu erstellen. Der Posten des Regisseurs wurde zunächst Robert Rodriguez angeboten. Von 20th Century Fox war ihm ein Drehbuch zugeschickt worden. Doch Rodriguez’ Arbeiten an Spy Kids – Alle Zeit der Welt durchkreuzten dieses Vorhaben. Im April 2011 wurde der Creative Director Tim Miller als Regisseur engagiert. Für Miller ist es das Langfilm-Regiedebüt. Nach dem Flop der ebenfalls mit Ryan Reynolds in der Hauptrolle besetzten Comicverfilmung Green Lantern im Sommer 2011 wurde die Umsetzung des Projektes in Frage gestellt.
In einem Interview im Februar 2014 erklärte Lauren Shuler Donner, dass für die Realisierung des Films mit einem Budget von ca. 50 Millionen US-Dollar geplant wird. Laut Donner könne man in Deadpool einiges an CGI-Kosten einsparen, da man nicht mehrere Figuren mittels Computertechnik in Szene setzen müsse.
Am 28. Juli 2014 erschien aus unbekannter Quelle ein Video-Testmaterial mit Reynolds aus dem Jahr 2012 im Internet. Aufgrund der positiven Reaktionen auf das Testmaterial entschied das Studio Anfang September, den Film tatsächlich zu drehen. Als Veröffentlichungsdatum des Films wurde der 12. Februar 2016 angekündigt.
Im Oktober 2014 bestätigte Produzent Simon Kinberg, dass Deadpool ein Teil der X-Men-Filmreihe sein werde. Am 31. März 2015 gab Ryan Reynolds bekannt, dass der Film eine hohe Altersfreigabe, in den USA ein sogenanntes R-Rating, erhalten werde. Laut Rhett Reese sah die erste Drehbuchfassung eine PG-13-Wertung vor. Erst nach jahrelangen Interventionen durfte der Film als R-Rating gedreht werden.
Am 4. Oktober 2015 verkündete der Grammy-nominierte niederländische Komponist Tom Holkenborg, besser bekannt unter seinem Künstlernamen Junkie XL, dass er für die Filmmusik verantwortlich sei. Am 3. November 2015 bestätigte Tim Miller, dass Deadpool im Film die Vierte Wand durchbrechen werde. Miller kommentierte dies wie folgt: „Deadpool weiß nicht nur, dass er Zuschauer hat, er weiß auch, dass er von Ryan Reynolds gespielt wird.“

### Besetzung

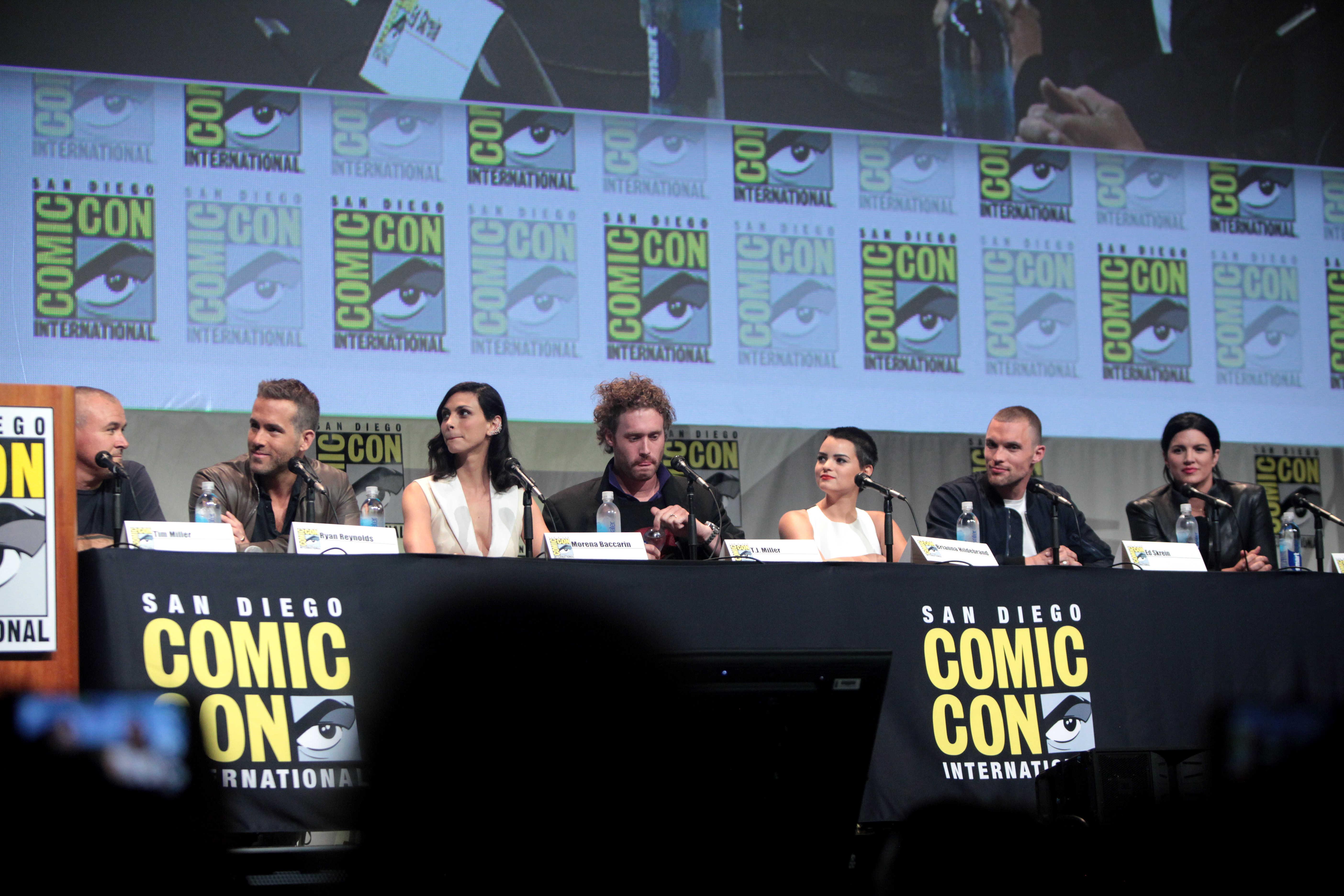
Der Cast auf der San Diego Comic-Con 2015

Im Dezember 2014 wurde bestätigt, dass Ryan Reynolds wieder in die Rolle des Wade Wilson alias Deadpool schlüpfen werde. Im Januar 2015 wurden Ed Skrein in der Rolle des Bösewicht Ajax und T. J. Miller als Barmann Weasel bestätigt. Im Februar 2015 sind Gina Carano als Angel Dust und Morena Baccarin als die Lebensgefährtin von Wade Wilson Vanessa zum Cast dazugestoßen. Für die Rolle der Vanessa wurde auch Taylor Schilling in Betracht gezogen. Es wurde außerdem bekannt, dass die weitgehend unbekannte Schauspielerin Brianna Hildebrand die Rolle der Negasonic Teenage Warhead besetzen wird, die in den Comics eine Mutantin mit telepathischen Fähigkeiten ist, im Film aber ein lebender Sprengsatz ist.
Die Rolle des Colossus sollte wieder Daniel Cudmore übernehmen, wie bereits in X-Men 2, X-Men: Der letzte Widerstand und X-Men: Zukunft ist Vergangenheit. Dieser lehnte jedoch ab, da seine Stimme nachsynchronisiert werden sollte, um der Figur wie im Original einen russischen Akzent zu geben. So schufen die Filmemacher stattdessen einen fast vollständig computeranimierten Charakter. Dabei lieh Stefan Kapičić der Figur seine Stimme, Greg LaSalle seine Mimik, T. J. Storm diente als Vorlage für die Bewegungen und der Stuntman Andre Tricoteux stand bei den Dreharbeiten vor der Kamera.
Marvel-Legende Stan Lee und Deadpool-Schöpfer Rob Liefeld sind im Film in Cameoauftritten zu sehen. Stan Lee ist Sprecher und DJ in einem Stripclub.

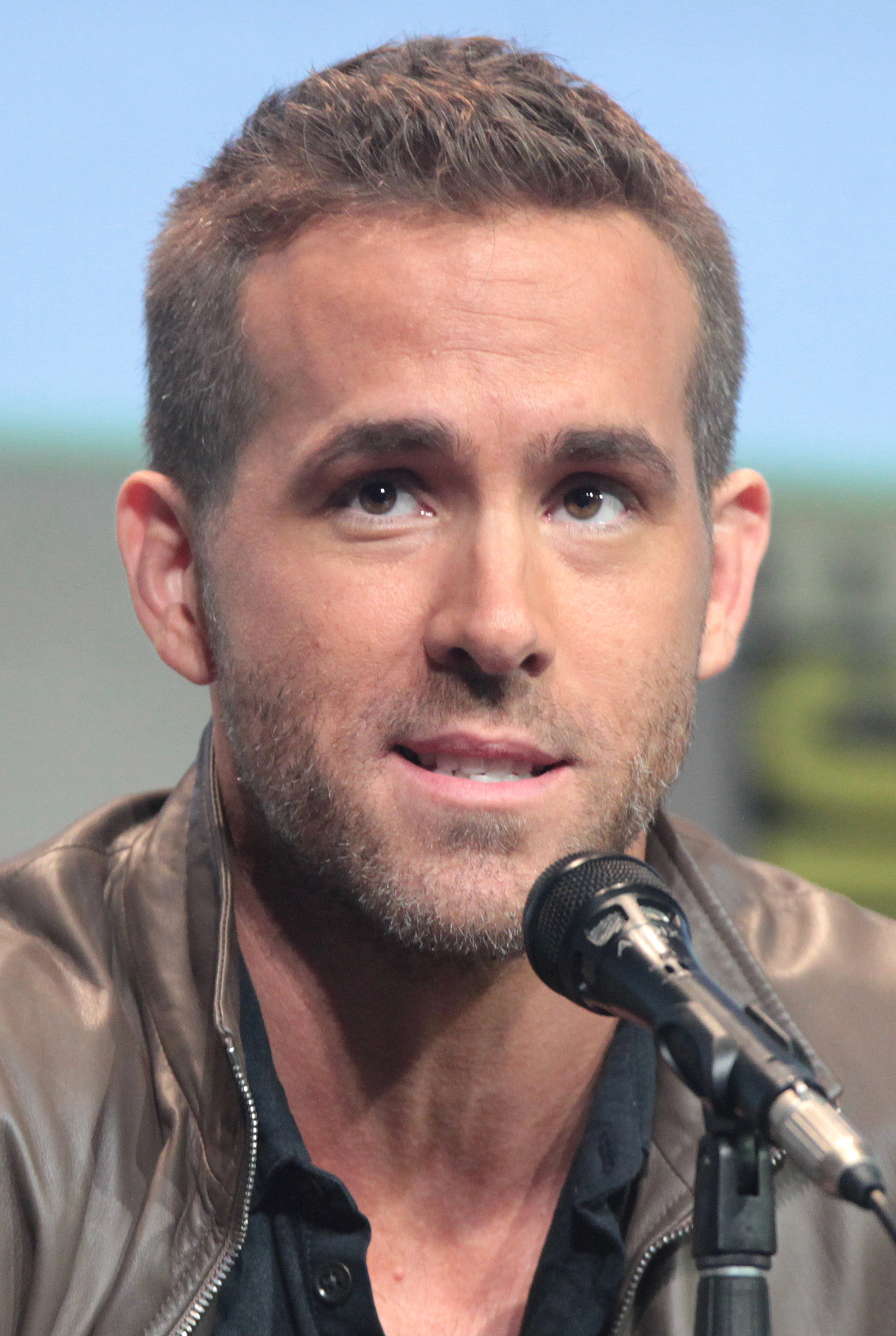
Ryan Reynolds (2015)
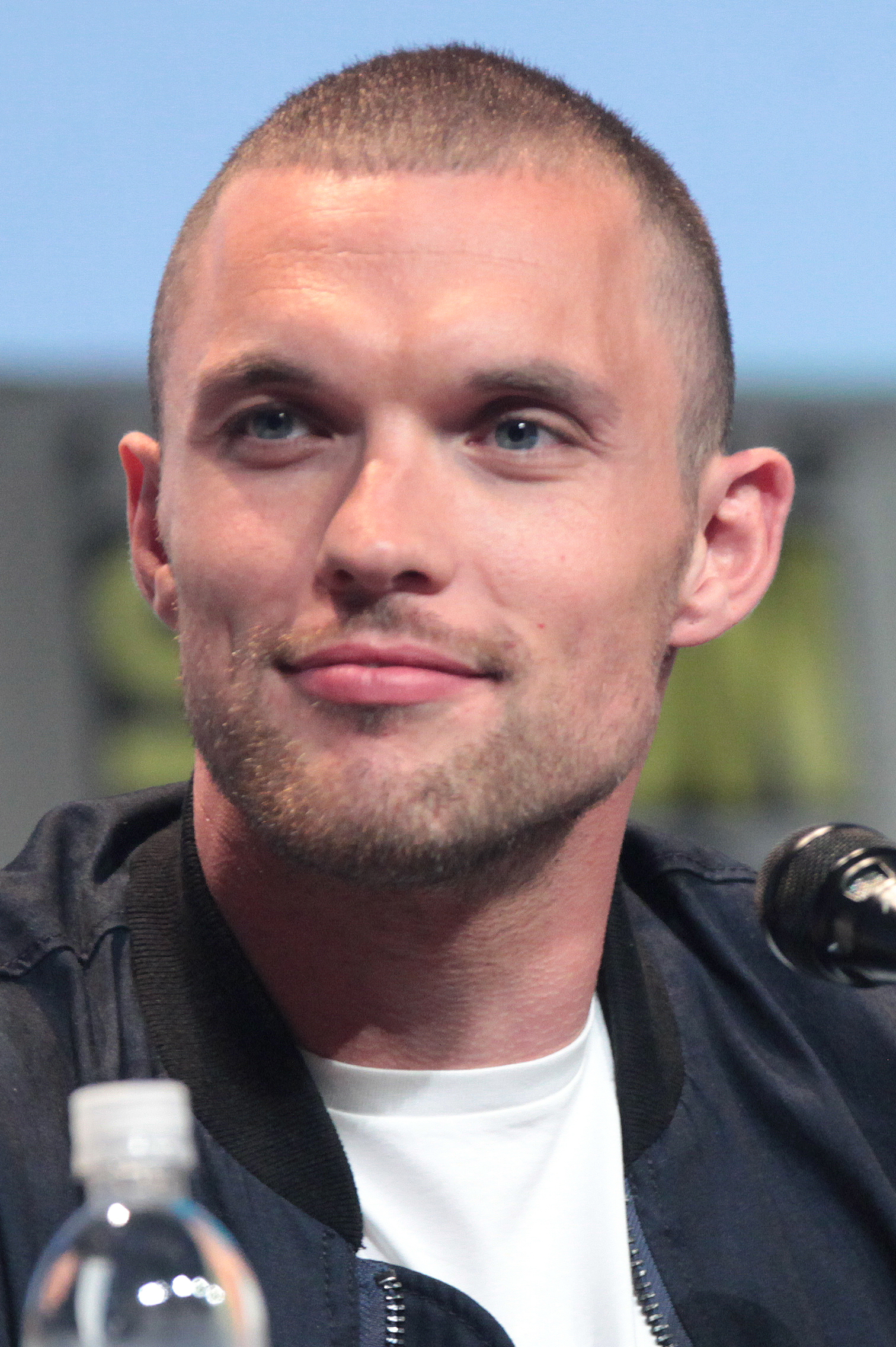
Ed Skrein (2015)
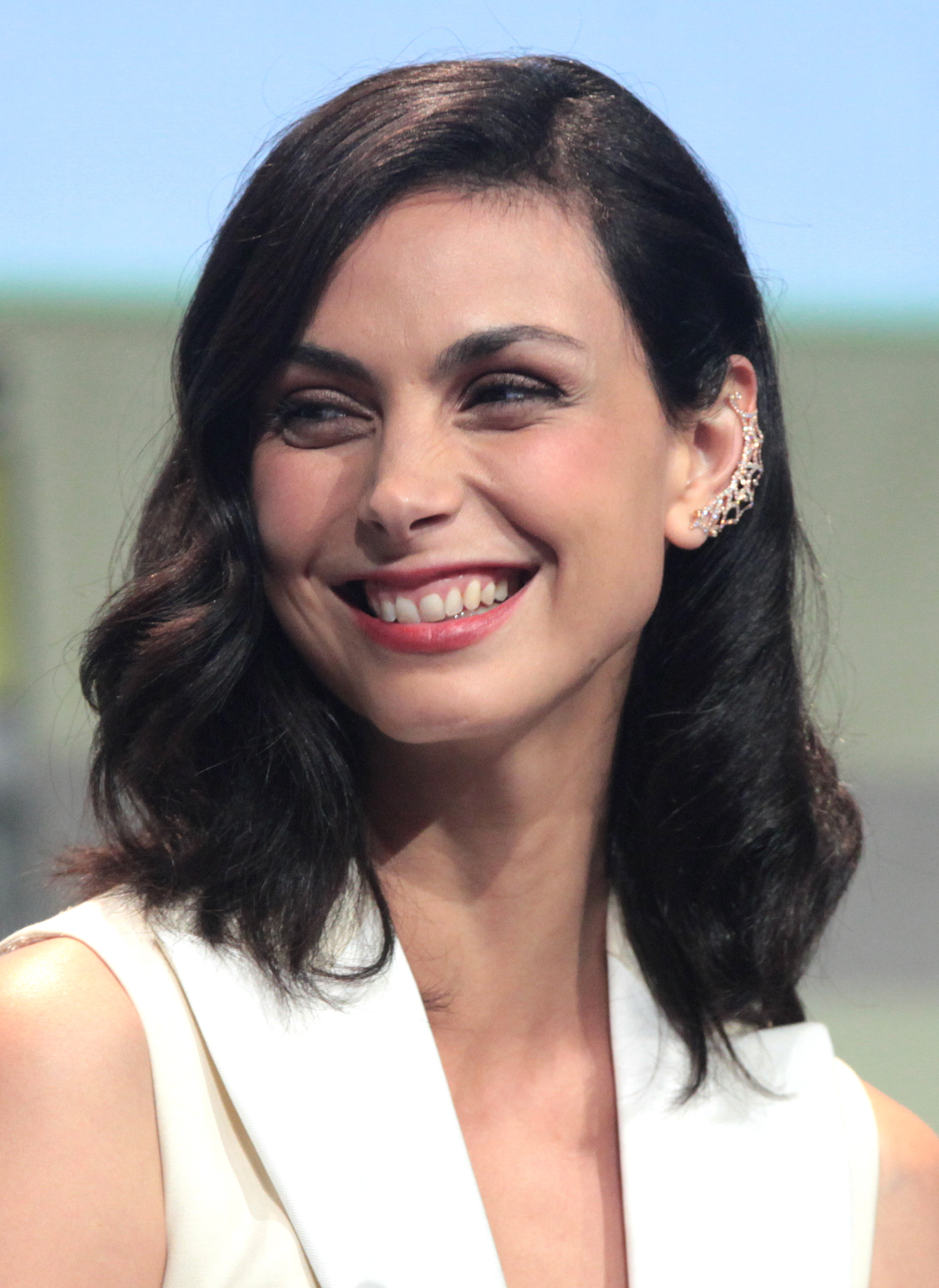
Morena Baccarin (2015)
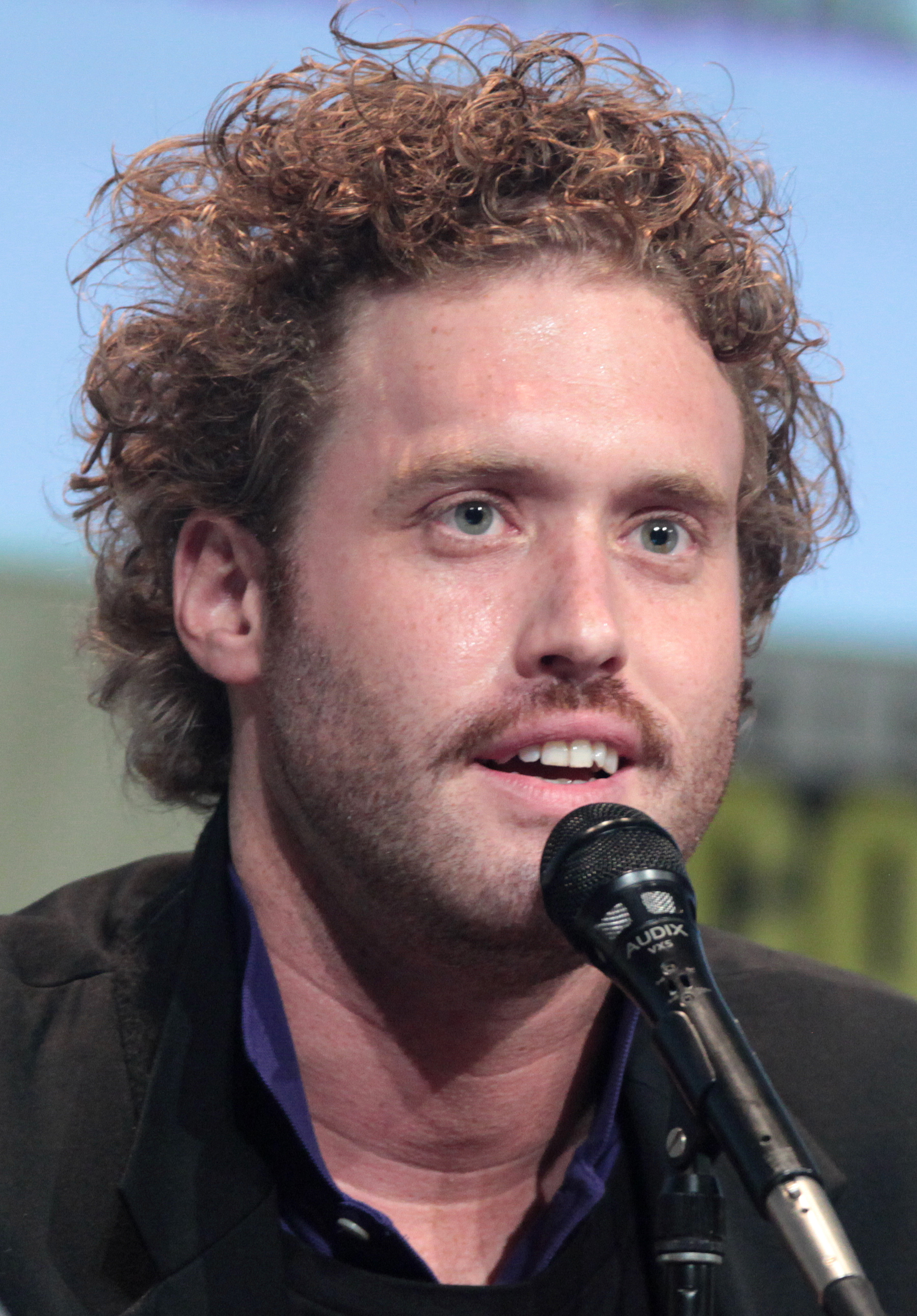
T. J. Miller (2015)
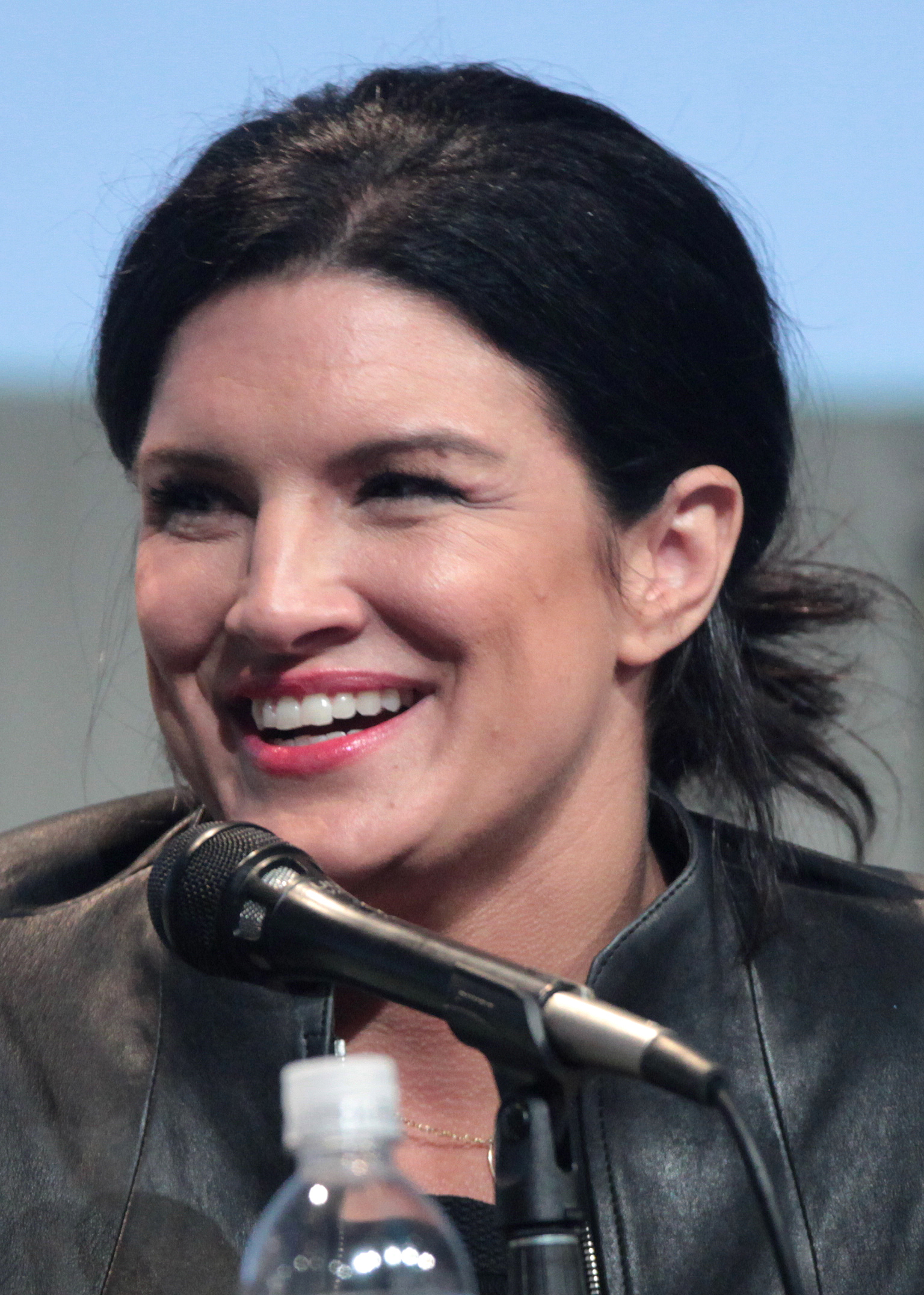
Gina Carano (2015)
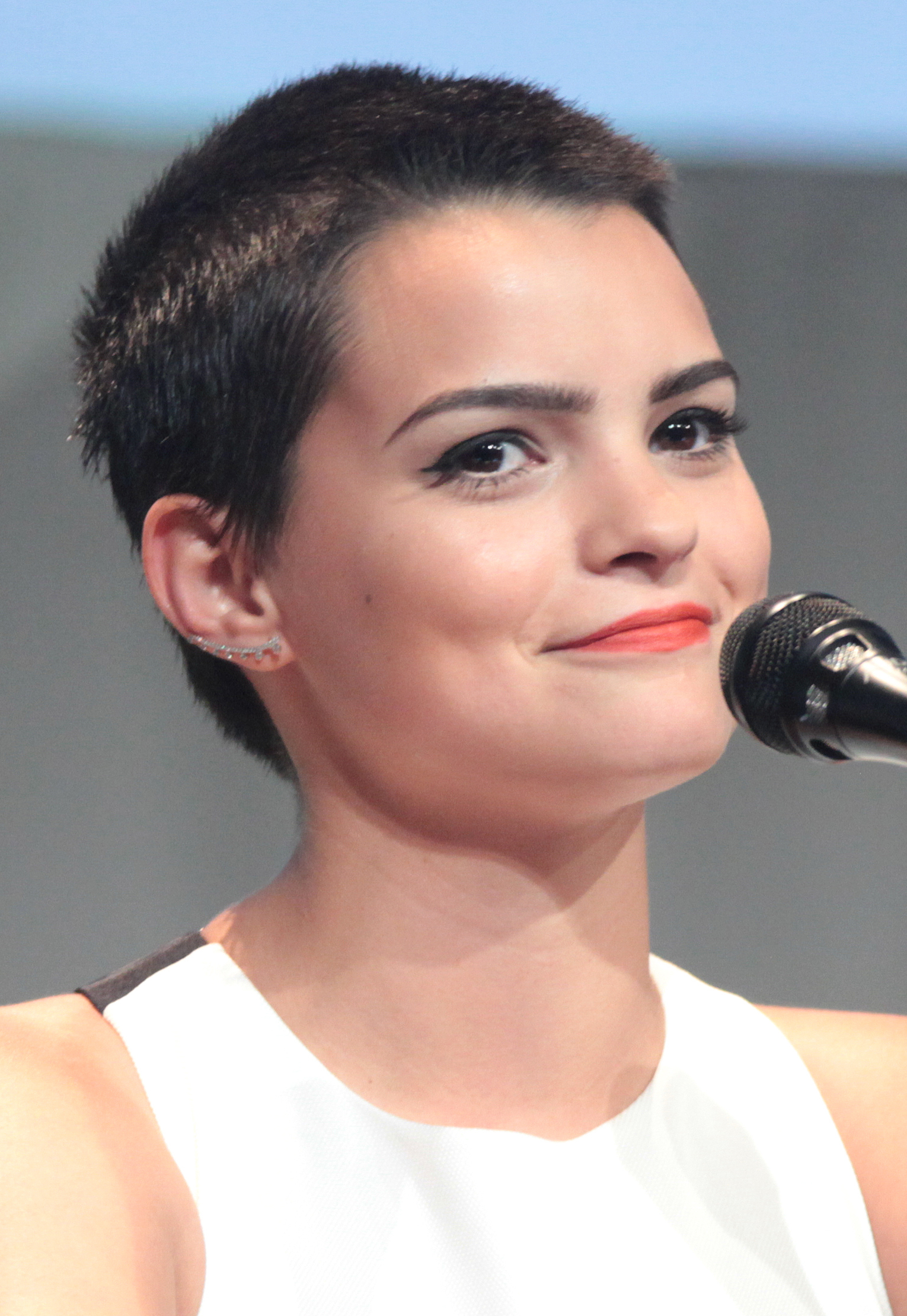
Brianna Hildebrand (2015)

### Dreharbeiten
Die Dreharbeiten begannen am 23. März 2015 in Vancouver, Kanada und endeten am 29. Mai 2015. Gedreht wurde unter anderem zwei Wochen lang auf dem Georgie Viaduct, einer zentralen Überführung in Vancouver. Nachdrehs fanden am 6. November 2015 mit Reynolds in Vancouver statt.

### Marketing
Im Juli 2015 wurde der Trailer erstmals auf der San Diego Comic-Con International in Anwesenheit der Darsteller gezeigt. Vom anwesenden Publikum erhielt er Standing Ovations und wurde wenige Minuten später auf Wunsch des Publikums nochmals abgespielt. In der Presse erhielt der Trailer ebenfalls überwiegend positive Reaktionen. Die Kritiker lobten besonders den Humor sowie den vulgären Sprachgebrauch. Nachdem Reynolds eine Veröffentlichung des Trailers im Internet für August angekündigt hatte, wurden schließlich am 4. August 2015 ein Red-Band-Trailer und ein jugendfreier, um 17 Sekunden verkürzter, Green-Band-Trailer veröffentlicht.

### Synchronisation
Die deutsche Synchronisation übernahm die Synchronfirma Interopa Film GmbH in Berlin, Dialogregie führte Marius Clarén, der auch das Synchronbuch schrieb.
| Rolle                     | Darsteller         | Synchronsprecher      |
| ------------------------- | ------------------ | --------------------- |
| Wade Wilson / Deadpool    | Ryan Reynolds      | Dennis Schmidt-Foß    |
| Vanessa Carlysle          | Morena Baccarin    | Melanie Hinze         |
| Ajax                      | Ed Skrein          | Manuel Straube        |
| Weasel                    | T.J. Miller        | Tommy Morgenstern     |
| Angel Dust                | Gina Carano        | Svantje Wascher       |
| Negasonic Teenage Warhead | Brianna Hildebrand | Maximiliane Häcke     |
| Blind Al                  | Leslie Uggams      | Denise Gorzelanny     |
| Recruiter                 | Jed Rees           | Marcus Off            |
| Dopinder                  | Karan Soni         | Marius Clarén         |
| Colossus                  | Stefan Kapičić     | Waléra Kanischtscheff |
| DJ                        | Stan Lee           | Peter Groeger         |

### Comicvorlage und popkulturelle Referenzen
- Deadpools Erfinder Rob Liefeld wird im Film mehrmals referenziert. Im Vorspann fliegt ein Kaffeebecher mit dem Namen „Rob L.“ durch die Luft, und im „Dead Pool“ in Weasels Bar steht sein Name auf der Liste von Söldnern, auf deren Tod gewettet werden kann. Liefeld selbst hat einen Cameo-Auftritt als Söldner in der Bar und wird auch von Wilson angesprochen. Fabian Nicieza, der Liefeld assistierte, findet sich als Straßenschild mit der Aufschrift „Nicieza St.“ wieder.[43]
- Stan Lee, der das gesamte Marvel-Universum miterschuf, hat einen Cameo-Auftritt als DJ in einem Stripclub, was ihn sehr amüsierte.[44]
- Der Film übernimmt im Wesentlichen Deadpools Comic-Herkunftsstory, in dem der junge Kanadier Wade Wilson unheilbar an Krebs erkrankt, sich für fragwürdige Militärexperimente zur Verfügung stellt und sagenhafte Selbstheilungskräfte entwickelt, die ihn aber am ganzen Körper entstellen und seinen Verstand kosten. Andere Punkte aus den Originalcomics wurden abgeändert: In den Comics ist Vanessa eine Mutantin namens Copycat und ein Mitglied der X-Force, Negasonic Teenage Warhead eine Telepathin, Weasel ein technisches Genie und Blind Al eine weiße Frau – im Film ist Vanessa eine normale Frau, Negasonic Teenage Warhead ein lebender Sprengsatz, Weasel ein gewöhnlicher Barkeeper und Blind Al eine Afro-Amerikanerin. Die übermenschlichen starken und robusten Schurken Ajax (Francis Freeman) und Angel Dust wurden im Wesentlichen unverändert übernommen.[45] Cameoauftritte haben Deadpools Sidekick Bob als gegnerischen Söldner, den er wegen ihrer gemeinsamen Vergangenheit verschont, und Deadpools Kollegin Marrow, der Knochen aus dem Rücken wachsen.[46]
- Negasonic Teenage Warheads Name ist vom gleichnamigen Lied (1995) der Heavy-Metal-Band Monster Magnet inspiriert.[47]
- Wie in den Comics wird häufig die Vierte Wand durchbrochen. In einer Szene fragt Deadpool, ob X-Men-Gründer Professor X „Patrick Stewart oder James McAvoy“ sei, was auf die beiden Schauspieler anspielt, die diese Comicfigur in den X-Men-Filmen verkörperten.[46]
- Im Vorspann ist ein Filmposter zum Film Green Lantern zu sehen, in dem Hauptdarsteller Ryan Reynolds den gleichnamigen Superhelden verkörperte. Als er in das Versuchslabor eingeliefert wird, fordert Wilson, falls er einen Superheldenanzug bekommt, ihn nicht grün und animiert zu machen – auch eine Anspielung auf Green Lantern.[46]
- Häufig persifliert wird Wolverine und sein Darsteller Hugh Jackman. Mehrmals kramt Deadpool ein People-Magazin hervor, das Jackman als Sexiest Man Alive darstellt – diesen Preis gewann Jackman 2008. In der Endszene tackert sich Deadpool buchstäblich eine Jackman-Maske auf sein Gesicht, um seine Geschwüre vor Vanessa zu verbergen. In den Comics teilen Deadpool und Wolverine viele Gemeinsamkeiten: Beide sind Mutanten aus Kanada und haben beide die gleichen Kräfte (übermenschliche Selbstheilung). Genau wie Jackman wurde auch Reynolds von People zum Sexiest Man Alive gewählt (2010).[46]
- In einer Post-Credits-Szene ist Deadpool in einem gestreiften Morgenmantel in einem Schlafzimmerflur mit Blumentapete zu sehen. Dies ist eine Parodie der Post-Credits-Szene im Film Ferris macht blau (Ferris Bueller durchbricht dort genau wie Deadpool häufig die Vierte Wand). Er macht sich über die Zuschauer lustig, die einen Cameo-Auftritt von Samuel L. Jackson erwarten, was in vielen Filmen des Marvel Cinematic Universe stattfand. Er kündigt zum Schluss an, dass Cable (mit dem er u. a. in der Marvel-Comicserie Cable & Deadpool erschien) in der Fortsetzung vorkommen werde.[46]
- Deadpool trat 2009 erstmals im Film X-Men Origins: Wolverine in Erscheinung; er wurde dort bereits von Ryan Reynolds gespielt, wo sein Mund am Ende des Filmes zugenäht wurde. Als Anspielung darauf wird das Gleiche im Versuchslabor dieses Filmes Wade Wilson angedroht.[46]

## Rezeption

### Kritiken
Andreas Borcholte lobt den Film bei Spiegel Online als „Mischung aus Geek-Komödie und Heldenspektakel“, die „erstaunlich gut funktioniere“, bescheinigt ihm einen im Marvel-Kosmos seltenen „Mut zur Absurdität“ und bezeichnet ihn als „liebevoll ausgestattetes Geschenk für die Fans“. Für Dietmar Dath von der FAZ dagegen ist Deadpool „interessant verunglückt“ und „eine Orgie teils entwaffnend guter, teils verheerend schlechter Ideen“, bezeichnet jedoch die Besetzung als erstklassig, die „zu wenig Platz“ habe, „ihre Gaben auszuspielen“.
Christian Horn bei Filmstarts.de beschreibt den Film als „eine selbstreflexive und provokante, ungezogene und extrem unterhaltsame Comicverfilmung mit einem kontroversen Helden, der im Heer der üblichen gelackten Supermänner geradezu exotisch anmutet.“

### Einspielergebnis
Bereits am durch den Presidents’ Day auf vier Tage verlängerten Startwochenende (Freitag bis Montag) spielte der Film in Nordamerika 150 Mio. US-Dollar und international weitere 132,1 Mio. US-Dollar ein. Der Film übertraf damit die konservativen Erwartungen von 20th Century Fox, die für das Startwochenende in Nordamerika eher ein Ergebnis von 60 bis 65 Mio. US-Dollar erwartet hatten, um über 100 %. Das US-Ergebnis stellte zu diesem Zeitpunkt den besten Start für einen Film mit R-Rating dar. Es war bis dahin außerdem der erfolgreichste Start für das Studio 20th Century Fox und der beste Start eines Films im traditionell eher schwachen Monat Februar. Bis Ende April 2016 spielte der Film weltweit über 760 Millionen US-Dollar ein. Allein in den USA nahm der Film über 360 Millionen US-Dollar ein, und ist somit (sogar inflationsbereinigt) einer der erfolgreichsten Marvel-Filme. Des Weiteren belegt er dort auch noch Platz 6 der erfolgreichsten Marvelverfilmungen. Weltweit überholte er sogar den vormals erfolgreichsten X-Men-Film X-Men: Zukunft ist Vergangenheit (748 Millionen US-Dollar). Jedoch hatte letzterer über 115 Millionen in China eingenommen. Deadpool wird jedoch in China nicht veröffentlicht werden. Grund dafür seien die Gewaltdarstellung und Nacktszenen sowie die vulgäre Sprache.
In Deutschland konnte er über 2,5 Millionen Besucher in die Kinos locken. Damit zählt er auch hierzulande zu den erfolgreichsten Comicverfilmungen. Beispielsweise konnten die Avengers: Age of Ultron ein Jahr zuvor 2,42 Millionen Kinobesucher verzeichnen. Im Jahre 2014 kamen die Guardians of the Galaxy auf knapp 1,8 Millionen Zuschauer und der letzte X-Men-Film auf 1,16 Millionen.
In der Liste der weltweit erfolgreichsten Filme aller Zeiten belegt Deadpool derzeit Platz 116 (Stand: 19. April 2025).

### Auszeichnungen
- Silberner Bogey: für mehr als 2 Millionen Besucher in 20 Tagen[61] und Bogey für mehr als 1.000 Zuschauer pro Kopie am Startwochenende in Deutschland.[62]
- MTV Movie Awards 2016: Beste Comedy-Darbietung (Reynolds), Beste Kampfszene – Deadpool (Reynolds) vs. Francis (Skrein)
- Teen Choice Awards 2016: Choice Movie: Action, Choice Movie: Hissy Fit (Reynolds)
- Golden Globe Awards 2017: Nominierungen in den Kategorien Bester Film – Komödie/Musical und Bester Hauptdarsteller – Komödie/Musical (Reynolds)

## Fortsetzungen
Im September 2015 gab Simon Kinberg bekannt, dass eine Fortsetzung des Films in Entwicklung sei. Am 14. April 2016 gab das Studio 20th Century Fox bekannt, dass Regisseur Tim Miller und Hauptdarsteller Ryan Reynolds für die Deadpool-Fortsetzung zurückkehren werden, deren Drehbuch abermals von Rhett Reese und Paul Wernick verfasst wird.
In der Post-Credit-Szene von Deadpool wird angekündigt, dass der Charakter Nathan Summers / Cable in Deadpool 2 einer der Hauptcharaktere sein wird. Im Oktober 2016 wurde von Deadline.com berichtet, dass Tim Miller aufgrund von kreativen Differenzen mit Reynolds die Produktion verließ. Im November 2016 wurde angekündigt, dass David Leitch (Co-Regisseur von John Wick) bei Deadpool 2 die Regie führen wird und ein dritter Teil mit einem anderen Regisseur geplant ist. Im März 2017 wurde mit Zazie Beetz in der Rolle der Domino der erste Neuzugang der Besetzung von Deadpool 2 bekannt gegeben. Der Film erschien am 17. Mai 2018 in den deutschen Kinos.
Während der Dreharbeiten zu Deadpool 2 kam die Stuntfrau Joi Harris bei einem Motorradunfall ums Leben. Harris war als Double für die Schauspielerin Zazie Beetz engagiert worden, welche die Figur Domino verkörpert.
Eine zweite Fortsetzung erschien mit Deadpool & Wolverine als Teil des Marvel Cinematic Universe im Juli 2024. Hugh Jackman kehrte in seiner Rolle des Wolverine zurück.